# Jeden z nás lže
Jeden z nás lže (v anglickém originále One of Us Is Lying) je thriller od americké spisovatelky Karen M. McManusové z roku 2017.

## Děj
Příběh začíná, když pět hlavních postav – Bronwyn, Simon, Nate, Cooper a Addy musí zůstat po škole u učitele pana Averyho, kvůli tomu, že u nich nalezl jejich telefony, které vždy o svých hodinách zakazuje. Avšak tyto telefony jim nepatřily a byly jim záhadným způsobem vhozeny do tašek. Poté se stane nehoda, kdy Simon – tvůrce „About That“ aplikace na drby, ve které píše o osobních životech studentů na jejich střední škole, Bayview High, vypije vodu z plastového kelímku a dostane silnou alergickou reakci, která je pro něj smrtelná. Celý příběh se pak odehrává po smrti Simona. Policie zjistí, že v kelímku s vodou byla stopa po arašídovém oleji, na který byl Simon alergický. V tomto momentě se ze všech čtyř studentů stávají hlavní podezřelí, kteří se musí vypořádat s vyslýcháním policie, rozhovory z tisku a televize i vražedných pohledů všech studentů. Při vyšetřování policie najde nepublikovaný příspěvek Simona, který obsahuje tajemství dalších čtyř studentů. Každý z hlavních postav má nějaké tajemství, které by negativně ovlivnilo jejich budoucnost. Všechna tyto tajemství díky příspěvku vyplují na povrch a pro policii to znamená motiv k vraždě. Kvůli této těžké situaci se skupinka čtyř hlavních podezřelých spřátelí, začne spolupracovat a hledat řešení, jak celou situaci vyřešit. Během vyšetřování nastává několik problémů, ale nakonec se zjistí, že nešlo o vraždu, ale o sebevraždu, se kterou Simonovi pomáhali další dva spolužáci – Jane a Jake. Ke konci příběhu Jane prozradí Addy Simonův plán, kdy se společně s Jakem domluvili, že celou “vraždu“ hodí na hlavní čtveřici, ale hlavně na Addy, která byla nejvíce podezřelá, kvůli okolnostem, které Jake zařídil. Celé vyšetřování skončí tím, že je Jake odvezen do vazby za spolupráci se Simonem na jeho sebevraždě a cílené falešné ovlivňování policejního vyšetřování. Během příběhu dochází k novým přátelstvím, psychickému a emocionálnímu vývoji postav a k dobrému rozuzlení případu, kdy pravda vyšla najevo.

## Hlavní postavy
- Bronwyn Rojas je ctižádostivá, chytrá studentka z dobré rodiny. Je členkou a často zakladatelkou několika školních soutěžních družstev. Má dobrý vztah se svou mladší sestrou Maeve, kterou se snaží vždy chránit, kvůli jejímu zdravotnímu stavu. Jejím tajemstvím bylo, že podváděla při testu z chemie, aby si udržela svůj status dobrého studenta, protože se chce dostat na Yale.
- Addy Prentiss je to milá kráska školy, která je jedna z nejpopulárnějších studentů. Nejvíce ji ovlivňuje její přítel Jake, který Addy řídí celý život a ona ho bezpodmínečně miluje. Jakeovo ovlivnění je tak hluboké, že Addy ani nevnímá, že ji Jake využívá a kontroluje. Jejím tajemstvím je, že byla Jakeovi nevěrná. V průběhu příběhu se z Addy, která neměla vlastní názor, stává milá obyčejná holka, která se snaží poznat své pravé já.
- Nate Macaulay je typický rebel, který jezdí na motorce, nezajímá se o školu a jeho společenské postavení. Nate žije pouze se svým otcem, protože je jeho matka, která je závislá na drogách, opustila. Jejich hlavním zdrojem příjmu je invalidní příspěvek po pracovním úrazu jeho otce, a to je důvod, proč Nate prodává drogy. Jeho hlavním tajemstvím je, že pokračuje v prodeji drog, i když je v podmínce.
- Cooper Clay je nadějný baseballový hráč, který se chce v budoucnu dostat do nejvyšší baseballové ligy. Díky jeho nadějným šancím se v tomto sportu prosadit se nedávno s jeho rodinou přestěhovali, aby se mohl baseballu věnovat na plno. S jeho přísným tátou do přípravy a tréninku vložili veškeré úsilí a čas. Jeho velké tajemství je to, že je gay a bojí se, jak moc by se mu změnil život, kdyby pravda vyšla najevo.
- Simon Kelleher je to nenápadný student, který se snaží dostat všem ostatním studentům pod kůži. Díky vytvoření aplikace About That provokuje ostatní, šíří drby a narušuje studentům jejich soukromí. Ukázalo se, že trpěl depresí a nebyl spokojený se svým životem. Aby způsobil velký rozruch a něco za sebou zanechal, naplánoval svou sebevraždu tak, aby to vypadalo, že ho někdo zabil a svalil vinu na podezřelé.[1][2]

## O autorce
Karen M. McManusová získala bakalářský titul z angličtiny na Univerzitě svatého kříže v New Orleans a magisterský titul z žurnalistiky na Severovýchodní univerzitě v Bostonu.

## Přijetí
Ohlasy na knihu Jeden z nás lže byly většinou pozitivní. Příběh byl často přirovnáván jako směs Snídaňového klubu (The Breakfast Club) a Prolhaných krásek (Pretty Little Liars). Kniha získala různé nominace, zejména v kategorii Young Adult a několik ocenění:
- YALSA Výběr deseti nejlepších dospívajících z roku 2018[3]
- Rychlá volba YALSA 2018 pro neochotné čtenáře mladých dospělých[4]
- Nejlepší YA knihy roku 2017[5]
- 10 Nejlepších knih z kategorie Young Adult, které jsme četli v roce 2017[6]
- A CBC Kandidát na cenu Teen Choice Book Award

Recenzentka knih Mary Cosola z Common Sense Media okomentovala knihu tím, že: „zápletka vznáší spoustu etických otázek a poskytuje dobrá diskusní témata“, přičemž získala celkové hodnocení čtyř hvězdiček s věkovým hodnocením 14+.